# Mercedes-Benz EQB
Mercedes-Benz EQB – samochód elektryczny typu kompaktowy SUV produkowany pod niemiecką marką Mercedes-Benz od 2021 roku.

## Historia i opis modelu

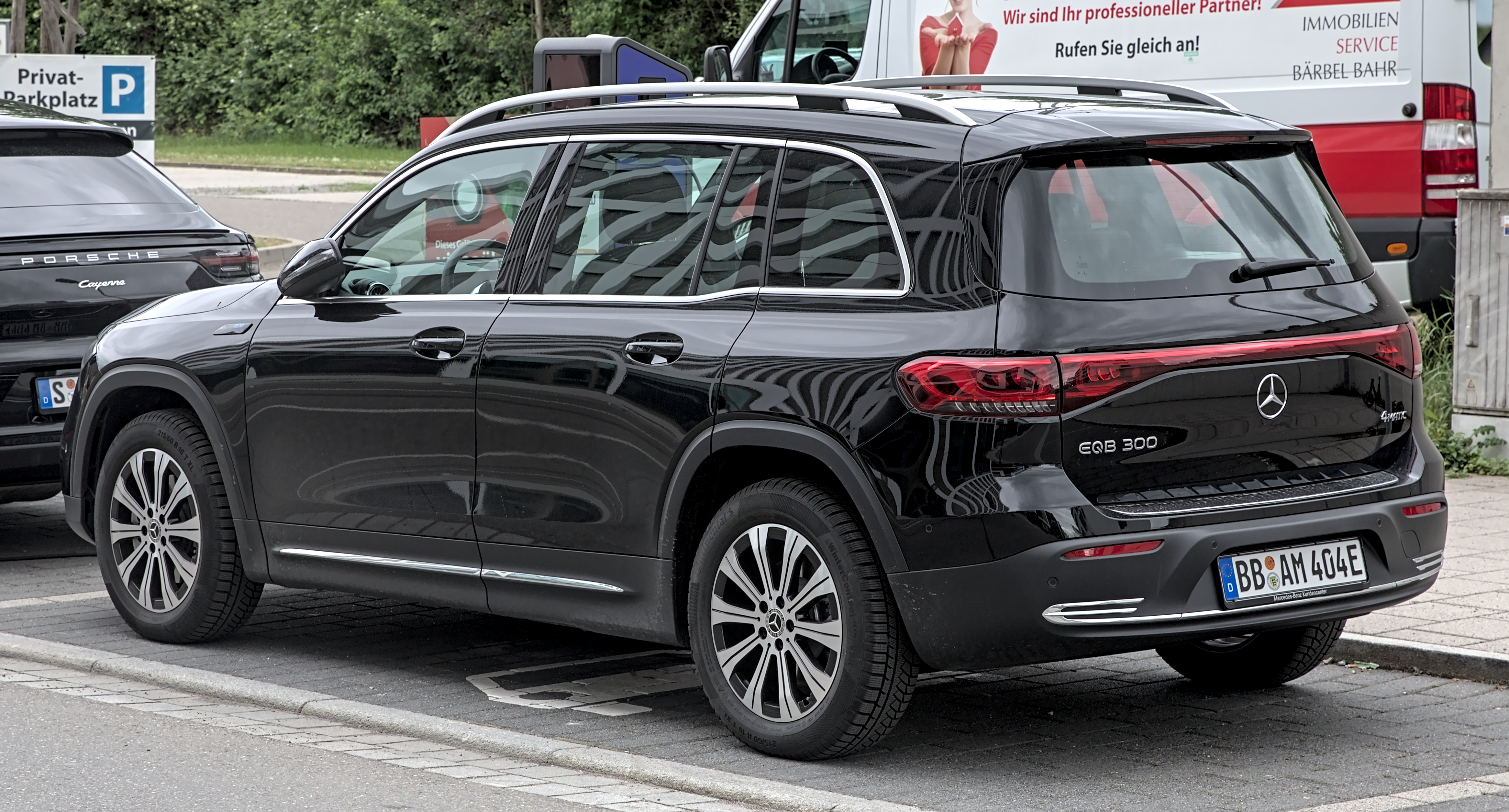
Mercedes-Benz EQB (X243) - tył

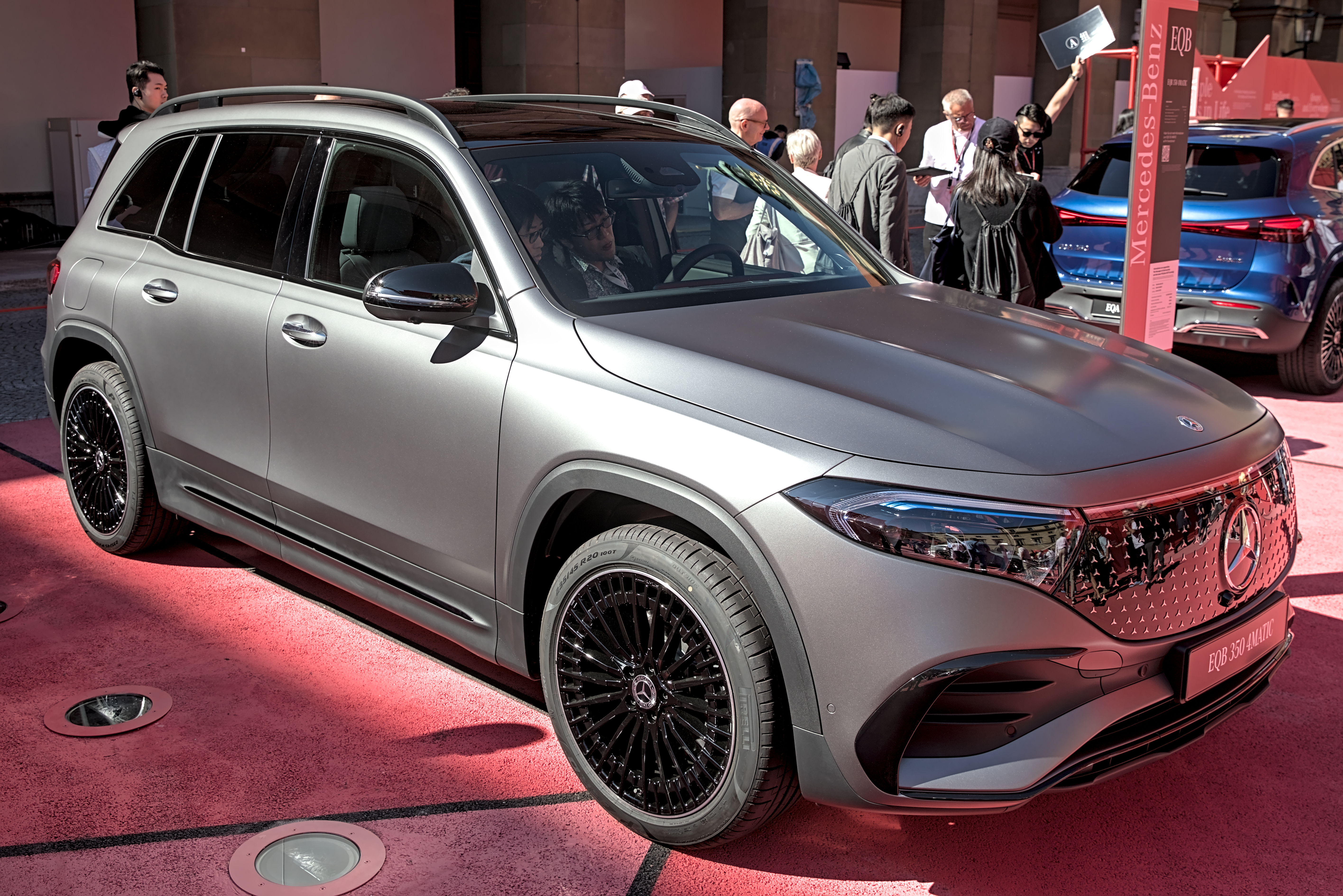
Mercedes-Benz EQB (X243) po liftingu

Mercedes-Benz EQB został zaprezentowany po raz pierwszy w 2021 roku. Model ten należy do rodziny EQ. Jest on dostępny zarówno w konfiguracji z napędem na przednie koła, jak i markowym podwójnym silnikiem 4Matic z napędem na wszystkie koła. Produkcja samochodu rozpoczęła się 22 października 2021 w węgierskich zakładach w Kecskemét. Model jest produkowany z przeznaczeniem na rynek europejski i chiński.